# Калашников, Яков Иванович
Яков Иванович Калашников (1740, Екатеринбург, Пермская губерния — ?) — екатеринбургский купец 3-й гильдии, третий городской голова Екатеринбурга (с 1790 по 1793 года).

## Биография
Яков Калашников появился на свет в 1740 году.
Отец и дядя будущего руководителя городского самоуправления в середине 1760-х годов служили приказными в екатеринбургской ратуше. Известно также, что его двоюродная сестра Пелагея Карповна Калашникова, дважды побывавшая замужем, в 1760—1770-х годах самостоятельно занималась рудным промыслом.
Яков Иванович Калашников впервые отметился в истории екатеринбурга в 1762 году, вместе с ратманами ратуши Иваном Нагаевым и Карпом Коробковым угодив под следствие по обвинению в избиении ратушного нотариуса. Спустя десятилетие, в 1772 г. Яков — уже соляной голова (распорядитель запасами соли, ведавший её продажей из казенных складов) при Екатеринбургском комиссарстве, а в 1777 году — соляной голова в Невьянском заводе.
С 1775 г. он также был записан в 3-ью гильдию купечества. Занимался продовольственными и мелочными торгами. В 1785—1788 годах служил ратманом в городовом магистрате.
Екатеринбургским городским головой Яков Иванович Калашников был с октября 1790 года по октябрь 1793 года. Под его руководством городская дума наложила запрет на оптовую скупку товаров на гостином дворе приезжим купцам ниже 2-й гильдии, организовала систему подрядных поставок мяса и иных продуктов животноводства в губернскую Пермь, упорядочила налоги и сборы на общественные нужды с купцов и мещан, предприняла первую попытку обложения городскими налогами чиновников заводского и иных ведомств, а также и заводчиков (в части лавочной торговли и оптовых закупок продовольствия для своих заводов на Екатеринбургском гостином дворе).
При его активном содействии была провозглашена необходимость постройки каменного гостиного двора и объявлено о составлении из объединённого купеческого и мещанского капитала «банка компании Екатеринбургского гостиного двора». Этот проект не был осуществлен. Зато был расширен общественный дом, занимаемый думой, городовым магистратом, сиротским и словесным судами, а также народным училищем. Был учрежден и воспитательный дом для сирот младше пяти лет по типу Московского императорского воспитательного дома.
В 1801—1802 годах он также выступил одним из основных организаторов строительства каменного гостиного двора в Екатеринбурге.
В период службы городским головой неоднократно отлучался по торговым делам в города Тобольской губернии, на Ирбитскую ярмарку и в другие места. В это время обязанности городского головы исполняли гласные думы Иван Коуров и Яков Толстиков, бургомистр городового магистрата Иван Ковелин.
В сентябре 1799 года Калашников во второй раз был избран городским головой. Главным аргументом в пользу такого решения земляков выступила необходимость продолжения строительства каменного гостиного двора. Но уже в ноябре того же года в связи с гибелью сына, из-за собственной болезни и коммерческих проблем был вынужден был отказаться от ответственной и почетной должности.

## Вероисповедание
Калашников, приверженец официального православия, был среди инициаторов строительства каменной Вознесенской церкви на сбор от гражданского общества — купцов, мещан и цеховых.